# آیرونکلاد برازیل
آیرونکلاد برزیل (به انگلیسی: Brazilian ironclad Brasil) یک کشتی بود که طول آن ۶۳٫۴۱ متر (۲۰۸ فوت ۰ اینچ) بود. این کشتی در سال ۱۸۶۴ ساخته شد.